# Carlos González-Bueno Catalán de Ocón
Carlos González-Bueno Catalán de Ocón (Madrid, 14 de noviembre de 1968) es un abogado del Estado, actualmente en excedencia, y árbitro español.

## Biografía
Cursó sus estudios elementales en el Colegio Alemán de Madrid. En esta misma institución se preparó para la selectividad y el ABITUR alemán, que aprobó en el año 1987.
Se licenció en Derecho por la Universidad Pontificia de Comillas (ICADE) en 1992. En 1994 ingresó en el Cuerpo de Abogados del Estado español. Desempeñó su primer cargo ante el Tribunal Superior de Justicia de Cataluña.
Entre 1997 y 2002 ocupó diversos altos cargos en el Gobierno de España, entre los que destacan el de director general de la Oficina Española de Patentes y Marcas, subsecretario de Industria y Energía así como subsecretario de Ciencia y Tecnología. En esta etapa redactó la vigente Ley de Marcas y contribuyó a fundar el foro de Marcas Renombradas Españolas. Asimismo, fue miembro del consejo de administración de los dos principales holdings estatales españoles (SEPI y SEPPA).
Entre 2002 y 2004 fue socio del despacho Iberforo Madrid. En 2004 fundó la firma González-Bueno SLP, de la que es socio en la actualidad. Actualmente compagina el ejercicio de la abogacía con la docencia. Es profesor de Derecho en la Universidad Pontificia de Comillas. 
Carlos actúa como árbitro y como abogado en procedimientos administrados por las principales instituciones arbitrales, tanto internacionales como nacionales. También forma parte del listado de árbitros internacionales de la lista de "neutrals" de la London Court of Arbitration (LCIA) así como del listado de árbitros internacionales del Vienna International Arbitral Centre (VIAC), entre otros.
El directorio Chambers&Partners le cita desde 2013 como referente en España en arbitraje y en propiedad industrial, patentes y marcas. El directorio francés Leaders League también lo incluye como uno de los "Leading arbitrators" en España. También el directorio Best Lawyers le incluye en su sección de "International Arbitration".

## Cargos desempeñados
- Director general de la Oficina Española de Patentes y Marcas
- Subsecretario de Industria y Energía
- Subsecretario de Ciencia y Tecnología Archivado el 30 de enero de 2014 en Wayback Machine.

## Conferencias
- I Conferencia Internacional Perú - España: El Control constitucional de los Laudos Arbitrales. El amparo contra laudos arbitrales (11/2019, Lima).
- Club Español del Arbitraje (CEA): The impact of China's Belt and Road Initiative on Arbitration (03/2019, Madrid).
- IX Congreso de Instituciones Arbitrales, ICAM: eficiencia y proceso debido en arbitraje (02/2019, Madrid).
- International arbitration congress Barcelona: “witness non-protection”: efficient evidentiary hearings (10/2018, Barcelona).
- I Conferencia sobre Arbitraje y Mediación en Arte y Patrimonio Cultural: mediación y arbitraje en la resolución de conflictos relacionados con Arte y Patrimonio Cultural (06/2018, Madrid).
- III Foro Español Arbitraje ICC: El arbitraje en temas Tributarios (09/2017, Madrid)
- Korean Commercial Arbitration Board: Construction arbitration in Latin American context (09/2017, Seoul)
- II Congreso de la Abogacía Madrileña: Eficiencia y diversidad en el arbitraje (04/2017, Madrid)
- Centro Internacional de Arbitraje, Mediación y Negociación (CIAMEN): Conducción eficiente del arbitraje comercial internacional (12/2016, Madrid)
- Real Academia de la Jurisprudencia y Legislación: La renuncia a la acción de anulación del Laudo (11/2016, Madrid)
- XI Congreso del Club Español de Arbitraje: How might the TTIP affect the enforcement of awards? (06/2016, Madrid)
- Association for International Arbitration: Security for Costs and Third Party Funding (06/2016, Brussels)
- II Open de Arbitraje: La función judicial de apoyo y control (05/2016, Madrid)
- L’arbitratge al Principat d’Andorra: una oportunitat irrenunciable (04/2016, Andorra la Bella)
- Corte de Arbitraje de Madrid; los daños en el arbitraje (04/2016, Madrid)
- Club Español del Arbitraje; Arbitraje de Inversión: Expropiación indirecta y ejercicio legítimo del poder regulatorio (12/2015, Madrid)
- Corte de Arbitraje de Madrid; III Congreso de jueces y árbitros: amicus curiae (11/2015, Madrid)
- FIDE; la especialización judicial en el arbitraje (11/2015, Madrid)
- FIDE; arbitraje en la actividad constructora (07/2015, Madrid)

## Publicaciones
- «40 Under 40 International Arbitration (2021)»;C. González-Bueno (coord.), Dykinson (2021) (05/2021)
- «Cuantificación y asignación de costas: su impacto en la eficiencia arbitral»; El Arbitraje y la Buena Administración de la Justicia; F. Risueño, J.C. Fernández Rozas (coord.); Tirant lo Blanch (09/2019)
- «Eficiencia y proceso debido en el arbitraje» Anuario de arbitraje 2018; M.J. Menéndez (coord.); Civitas (06/2018)
- «40 Under 40 International Arbitration (2018)»;C. González-Bueno (coord.), Dykinson (2018) (05/2018)
- «Garantías procesales en el arbitraje de equidad» Archivado el 2 de octubre de 2017 en Wayback Machine.; La Ley Mercantil Abr. 2017, Editorial Wolters Kluwer.
- «El Nuevo Reglamento de la CCI (2017)»; Spain Arbitration Review Ene. 2017.
- «La renuncia a la acción de anulación tras Tabbane v. Suiza» Anuario de arbitraje 2017; M.J. Menéndez (coord.); Thomson Reuters (2017)
- «Comentarios al Reglamento de la Corte Civil y Mercantil de Arbitraje»; Coordinadores J. C. Fernández Rozas, F. Ruiz Ruisueño; Iprolex 2016.
- «Third party funding» y «cautio judicatum solvi» en el arbitraje de inversión. Anuario de arbitraje 2016; Coordinador G. Jiménez-Blanco Carrillo; Editorial Civitas 2016.
- Anti-Suit Injunction: Where does Gazprom leave us?; Spain Arbitration Review Ene. 2016.
- The Spanish Arbitration Act: A commentary; C. González-Bueno; Editorial Dykinson 2016.
- CIAR: a new arbitral center; Lexology 14 Jul. 2015.
- Comentarios a la Ley de Arbitraje Archivado el 24 de febrero de 2016 en Wayback Machine.; C. González-Bueno Archivado el 19 de octubre de 2014 en Wayback Machine.; Editorial Consejo General del Notariado 2014.
- More Than a Friend of the Court: The Evolving Role of the European Commission in Investor-State Arbitration; Kluwer Arbitration Blog 26 Ene. 2015.
- Third Party Funding Again Under the Spotlight; Kluwer Arbitration Blog 8 Oct. 2014.
- The focus of investment state arbitration; Kluwer Arbitration Blog 8 Jul. 2014.
- Marcas Notorias y Renombradas; C. González-Bueno Archivado el 19 de octubre de 2014 en Wayback Machine.; Editorial La Ley 2005.
- Comentarios a la Ley y al Reglamento de Marcas; C. González-Bueno Archivado el 19 de octubre de 2014 en Wayback Machine.; Editorial Civitas 2003.
- Comentarios a la Ley de Hipoteca Mobiliaria; C. González-Bueno Archivado el 19 de octubre de 2014 en Wayback Machine.; Editorial Aranzadi 1996.

## Distinciones honoríficas
- Gran Cruz de la Orden de Isabel la Católica (2002)

- Datos: Q16300664